# Holoarctia cervini
Holoarctia cervini là một loài bướm đêm thuộc phân họ Arctiinae, họ Erebidae. Nó là loài đặc hữu của Anpơ và được tìm thấy ở tại độ cao từ 2.600 đến 3.200 mét.
Sải cánh dài khoảng 30 mm. The species has one generation every two to three years.
Ấu trùng ăn Alchemilla alpina và Plantago alpina.